# Vegard Ulvang
Vegard Ulvang (Kirkenes, 10 de octubre de 1963) es un deportista noruego que compitió en esquí de fondo. Su esposa, Grete Ingeborg Nykkelmo, compitió en esquí de fondo y en biatlón.
Participó en tres Juegos Olímpicos de Invierno, obteniendo en total seis medallas: bronce en Calgary 1988, en los 50 km, cuatro en Albertville 1992, oro en 10 km, 30 km y el relevo (junto con Terje Langli, Kristen Skjeldal y Bjørn Dæhlie) y plata en 15 km persecución, y plata en Lillehammer 1994, en el relevo (con Sture Sivertsen, Thomas Alsgaard y Bjørn Dæhlie).
Ganó ocho medallas en el Campeonato Mundial de Esquí Nórdico entre los años 1987 y 1993.

## Palmarés internacional
| Juegos Olímpicos   | Juegos Olímpicos       | Juegos Olímpicos  | Juegos Olímpicos  |
| Año                | Lugar                  | Medalla           | Prueba            |
| ------------------ | ---------------------- | ----------------- | ----------------- |
| 1988               | Calgary (Canadá)       | Medalla de bronce | 30 km             |
| 1992               | Albertville (Francia)  | Medalla de oro    | 10 km             |
| 1992               | Albertville (Francia)  | Medalla de oro    | 30 km             |
| 1992               | Albertville (Francia)  | Medalla de oro    | Relevo 4 × 10 km  |
| 1992               | Albertville (Francia)  | Medalla de plata  | 15 km persecución |
| 1994               | Lillehammer (Noruega)  | Medalla de plata  | Relevo 4 × 10 km  |
| Campeonato Mundial |                        |                   |                   |
| Año                | Lugar                  | Medalla           | Prueba            |
| 1987               | Oberstdorf (RFA)       | Medalla de bronce | Relevo 4 × 10 km  |
| 1989               | Lahti (Finlandia)      | Medalla de plata  | 30 km             |
| 1989               | Lahti (Finlandia)      | Medalla de bronce | 15 km EC          |
| 1991               | Val di Fiemme (Italia) | Medalla de oro    | Relevo 4 × 10 km  |
| 1991               | Val di Fiemme (Italia) | Medalla de bronce | 30 km             |
| 1993               | Falun (Suecia)         | Medalla de oro    | Relevo 4 × 10 km  |
| 1993               | Falun (Suecia)         | Medalla de plata  | Relevo 4 × 10 km  |
| 1993               | Falun (Suecia)         | Medalla de bronce | 10 km             |